# Oliver Sonne
Pour les articles homonymes, voir Sonne.
Oliver Sonne, né le 10 novembre 2000 à Herfølge au Danemark, est un footballeur international péruvien qui évolue au poste d'arrière droit au Burnley FC.

## Biographie

### HB Køge
Né à Karlslunde (en), à 25 km au sud-ouest de Copenhague, Oliver Sonne est formé par le HB Køge. Il fait un essai à l'Olympique de Marseille avant de finalement rejoindre le FC Copenhague en février 2018, préférant rester au Danemark. Il ne reste qu'un an et demi dans le club de la capitale, jouant avec les U19 du club, avant de faire son retour au HB Køge, signant avec le club le 12 juin 2019.
Sonne joue son premier match en professionnel le 13 août 2019, à l'occasion d'une rencontre de coupe du Danemark contre le Toreby-Grænge BK. Il est titularisé ce jour-là et son équipe l'emporte par neuf buts à zéro.

### Silkeborg IF
Le 11 mai 2021, Oliver Sonne s'engage en faveur du Silkeborg IF, tout juste promu en première division. Il signe librement et pour un contrat courant jusqu'en juin 2024. Il découvre alors la Superligaen, l'élite du football danois, jouant son premier match pour Silkeborg dans cette compétition le 29 août 2021 contre le Randers FC. Il est titularisé au poste d'arrière gauche et son équipe s'impose par deux buts à un ce jour-là.
Le 7 décembre 2021, Sonne prolonge son contrat avec Silkeborg jusqu'en juin 2026.
En septembre 2023 il est nommé dans l'équipe-type du mois en Superligaen, la première division danoise, avec plusieurs de ses coéquipiers.
Sonne est titularisé lors de la finale de la Coupe du Danemark le 9 mai 2024 où son équipe affronte l'AGF Aarhus. Il est le héros du match en permettant à son équipe de s'imposer en étant le seul buteur de la partie. Il remporte ainsi son premier trophée,.

### En sélection
Oliver Sonne honore sa première sélection avec l'équipe nationale du Pérou le 23 mars 2024, lors d'un match amical contre le Nicaragua. Il entre en jeu à la place de Miguel Trauco et son équipe s'impose par deux buts à zéro,.

## Vie privée
Oliver Sonne est le neveu de la mannequin danois-péruvien Helena Christensen. Comme sa tante, il a lui aussi une activité de mannequin en dehors du football. Sonne possède des origines péruviennes, l'une de ses grands-mères étant originaire de ce pays. Il en obtient la nationalité en septembre 2023.

## Palmarès
Silkeborg IF
- Coupe du Danemark (1) :
  - Vainqueur : 2023-2024.

## Statistiques

### En sélection nationale
| Saison                | Sélection             | Phases finales        | Phases finales | Phases finales | Phases finales | Éliminatoires CDM | Éliminatoires CDM | Éliminatoires CDM | Matchs amicaux | Matchs amicaux | Matchs amicaux | Total | Total | Total |
| Saison                | Sélection             | Compétition           | M              | B              | Pd             | M                 | B                 | Pd                | M              | B              | Pd             | M     | B     | Pd    |
| --------------------- | --------------------- | --------------------- | -------------- | -------------- | -------------- | ----------------- | ----------------- | ----------------- | -------------- | -------------- | -------------- | ----- | ----- | ----- |
| 2023-2024             | Pérou                 | Copa América 2024     | 2              | 0              | 0              | 0                 | 0                 | 0                 | 3              | 0              | 0              | 5     | 0     | 0     |
| 2024-2025             | Pérou                 | -                     | -              | -              | -              | 7                 | 0                 | 0                 | -              | -              | -              | 7     | 0     | 0     |
| Total sur la carrière | Total sur la carrière | Total sur la carrière | 2              | 0              | 0              | 7                 | 0                 | 0                 | 3              | 0              | 0              | 12    | 0     | 0     |